# Protein-O-glükoziltranszferáz 1
A protein-O-glükoziltranszferáz 1 (röviden POGLUT1) az emlősökben az EGF-szerű ismétlődésekkel rendelkező fehérjékhez, például a NOTCH1-hez O-glükózt kapcsoló fehérje. Mivel ez a fehérje fontos a Notch-jelzőútban, mutációja több különböző betegséghez, például Dowling–Degos-kórhoz vagy hidradenitis suppurativához vezethet.
A POGLUT1 gén 11 exont tartalmaz, 25,7 kbp hosszú, és 12 betegségokozó mutációja van.

## Működés
A POGLUT1 a fehérjék EGF-szerű ismétlődéseinek szerinjeihez O-glükózt kapcsol az endoplazmatikus retikulumban.

## Funkció
A POGLUT1 célja a NOTCH1 sejten belüli doménjének (NICD) leválasztása a fehérje többi részéről, valamint az α-disztroglikán megfelelő glikozilezésének biztosítása. Ezt a NICD O-glükozilációjával éri el.
A POGLUT-ok képesek ezenkívül O-xilozilációra is UDP-Xylból is, azonban ez a két szerin körüli aminosavakra érzékeny, a glükóz xilozilálása pedig csökkenti a glükoziláció miatti stabilizációt. A glikozilált aminosavon lévő cukor bővülhet Glc-Xyl-Xyl triszachariddá is.
Szemben más protein-O-glükoziltranszferázokkal, melyek treonint és szerint is glikozilálhatnak, a POGLUT1 csak szerint glikozilál. A POGLUT1 aktivitása nem igényel kétértékű kationt, hasonlóan a POGLUT2-höz és a POGLUT3-hoz. A POGLUT2-höz, a POGLUT3-hoz, az EOGT-hez és a POFUT1-hez hasonlóan csak szerkezetbe rendezett peptideket ismer fel, és nem glikozilez lineáris peptideket.
A POGLUT1 egerekben elősegíti a gasztrulációt a CRUMBS2 apikális polaritásprotein EGF-ismétlődéseinek glükozilálásával. Ennek elvesztése a vese-embriogenezis során a Crb2 elvesztéséhez hasonló fenotípust eredményez, így feltehetően a Crb2 N- és O-glikozilációja is szükséges a megfelelő működéshez.
A POGLUT1 fontos továbbá a vázizom-differenciációban: egy POGLUT1-mutáció izomdisztrófiát okoz csökkent Notch-jelzéssel, szatellitsejtszám-csökkenéssel, könnyebben differenciálódó mioblasztokkal és kevesebb PAX7+ sejttel.
A NOTCH1 POGLUT1 általi O-xilozilációja nem igényel diszerinmotívumot. A glükoziláció főlánc-oldallánc sztérikus gátak miatt szerinspecifikus, és az O-glükozilációs motívumok főlánci konformációja miatt csak a szerin érhet el az aktivációhoz szükséges rotamert, lehetővé téve az aktivációt és a donorszubsztrát C1-atomján történő nukleofil reakciót. Így a megfelelő EGF-domén-szerkezetre való igény a szerinspecificitás oka is, szemben számos, rugalmas vagy rendezetlen fehérjerészeket célzó GalNAc-transzferázzal, melyek szerint vagy treonint képesek glikozilálhatnak. A POGLUT1 első és második köre rendezett-rendezetlen átmenetet igényel a szubsztrátkötéshez és a termékszabadításhoz.

## Szerkezet
A POGLUT1 392 aminosavból áll. Két doménből áll: az N-terminális doménje az elsőtől a 180. aminosavig, a C-terminális a 182.-től a 392.-ig tart. A két domén együtt UDP-Glc szubsztrátkötő térrészt alkot, melyek glükózt visznek át EGF-szerű ismétlődésekre. Az O-glükoziláció fontos glikozilációs forma.

## Klinikai jelentőség
A POGLUT1 mutációi az alábbi ismert betegségeket okozzák:
- Dowling–Degos-kór (DDD)
- hidradenitis suppurativa
- redukált szatellitsejtes miopátia[4]
- autoszomális recesszív végtagfüggesztőövi izomdisztrófia[13]
- Galli–Galli-kór[2]

Ezenkívül a POGLUT1-túlexpresszió megjelenik számos tumorban, például az agytumorokban, a májrákban, a colorectalis rákban és a laphámsejtes szájrákban.

### Dowling–Degos-kór
A POGLUT1 haploinszufficienciája több mutáció esetén is Dowling–Degos-kórt okoz. Ilyen mutációk például a POGLUT1 elejét érintő Trp4* nonszenzmutáció és egy R279W mutáció.

### Tumorok
Az RNSi-mediált POGLUT1-expresszió-csökkentés csökkenti a humán mieloid leukémia U937-sejtek Notch-aktivációját.

## Kölcsönhatásai
A POGLUT1 az alábbi fehérjékkel vesz részt kölcsönhatásokban:
- CAP10,[4]
- CRUMBS2,[9]
- NOTCH1,
- NOTCH2[13]